# 刹那主義
「刹那主義」（せつなしゅぎ）は、立花理佐の5作目のシングルである。1988年3月23日発売。テレビ朝日系ドラマ『別れてもダメなひと』主題歌。

## 解説
- 歌番組では、スーツのジャケット一面に多数の豆電球を散りばめた、バッテリー付きの電飾衣装を着て唄っていた。

## 収録曲
1. 刹那主義
作詞：松本隆 作曲：筒美京平 編曲：志熊研三
テレビ朝日系ドラマ『別れてもダメなひと』主題歌
2. 内気なガール・ハント
作詞：松本隆 作曲：筒美京平 編曲：志熊研三

## 収録作品
ベストアルバム
- 理佐発見 〜RISA COLLECTION〜

刹那主義
内気なガール・ハント
- GOLDEN☆BEST 立花理佐

刹那主義
内気なガール・ハント
- NEW BEST 1500 立花理佐

刹那主義